# Latinização na União Soviética
Na antiga União Soviética, latinização (em russo:  латиниза́ция — latinizatsiya) foi uma campanha nas décadas de 1920 e 1930 que visava substituir os tradicionais sistemas de escrita de numerosas línguas pelo alfabeto latino ou criar sistemas de escrita baseados no alfabeto latino para línguas que não tinham sistema de escrita. Quase todas as línguas turcomanas, línguas iranianas, línguas urálicas e várias outras foram romanizadas, num total de 50 dos 72 sistemas de escrita na União Soviética. Houve também planos para romanizar a língua russa e outras línguas eslavas, mas no final da década de 1930 a campanha da latinização foi cancelada e as escritas de todas as línguas entretanto romanizadas foram convertidas para o alfabeto cirílico.
Lenine (de acordo com Lunacharski) também foi defensor da romanização, mas opôs-se à romanização imediata da língua russa: "Se começarmos a implementar apressadamente o novo alfabeto ou apressadamente introduzir o latino, o que, de facto, será certamente necessário para se adaptar ao nosso, podemos cometer erros e criar muito espaço para críticas, falando sobre a nossa barbárie. Não tenho nenhuma dúvida de que o tempo virá para a romanização da fonte russa, mas agora vai estar com pressa para agir imprudentemente"
Os seguintes idiomas foram latinizados, ou novos alfabetos lhes foram aplicados:
1. Língua abaza
2. Língua abcázia
3. Língua adigue
4. Língua altai
5. Língua assíria
6. Língua avar
7. Língua azerbaijano
8. Língua balúchi
9. Língua bashkir
10. Língua bujara
11. Língua buriata
12. Língua cabardiana
13. Língua calmuca
14. Língua carachaio-bálcara
15. Língua carélia
16. Língua cazaque
17. Língua chechena
18. Língua chinesa
19. Língua chukchi
20. Língua curdo
21. Língua dargínica
22. Língua Dungan
23. Línguas esquimó-aleútes
24. Língua even
25. Língua evenki
26. Língua iacuta
27. Língua ingriana
28. Língua ingush
29. Língua itelmen
30. Língua karakalpak
31. Língua karaim
32. Língua ket
33. Língua khakas
34. Língua khanty
35. Língua komi
36. Língua komi-permyak
37. Língua koriaque
38. Língua krimchaque
39. Língua kumandin
40. Língua kumyk
41. Língua lak
42. Língua laz
43. Língua lezgui
44. Língua mansi
45. Língua moldava
46. Língua nanai
47. Língua nenets
48. Língua nivkhe
49. Língua nogai
50. Língua osseta
51. Língua persa
52. Língua quirguiz
53. Língua lapônica
54. Língua selkup
55. Língua shor
56. Língua shughni
57. Língua tabassarã
58. Língua tajique
59. Língua talysh
60. Língua tat
61. Língua tat-judeu
62. Língua tártara
63. Língua tártara da Crimeia
64. Língua tsakhur
65. Língua turcomena
66. Língua udihe
67. Língua udi
68. Língua uigur
69. Língua uzbeque
70. Língua vepes

Foram criados projetos para os seguintes idiomas:
1. Língua aleúte
2. Língua árabe
3. Língua coreana
4. Língua udmurte